# 米蘭·加歷
米蘭·加歷（塞尔维亚语：／，1938年3月8日—2014年9月13日），是一名前南斯拉夫的職業足球運動員，司職前锋，為南斯拉夫偉大的足球員之一。

## 生涯
1959年，首次入選南斯拉夫國家足球隊。
1960年，率領南斯拉夫奪得奧運冠軍，也以7球的成績獲得射手榜第一名。
同年的歐洲盃，不但在對戰法國隊時成為首屆最快入球的球員，並以2球的成績成為神射手。
2014年9月13日，病逝於塞爾維亞貝爾格勒，享年76歲。